# 天主教台州教区主教府

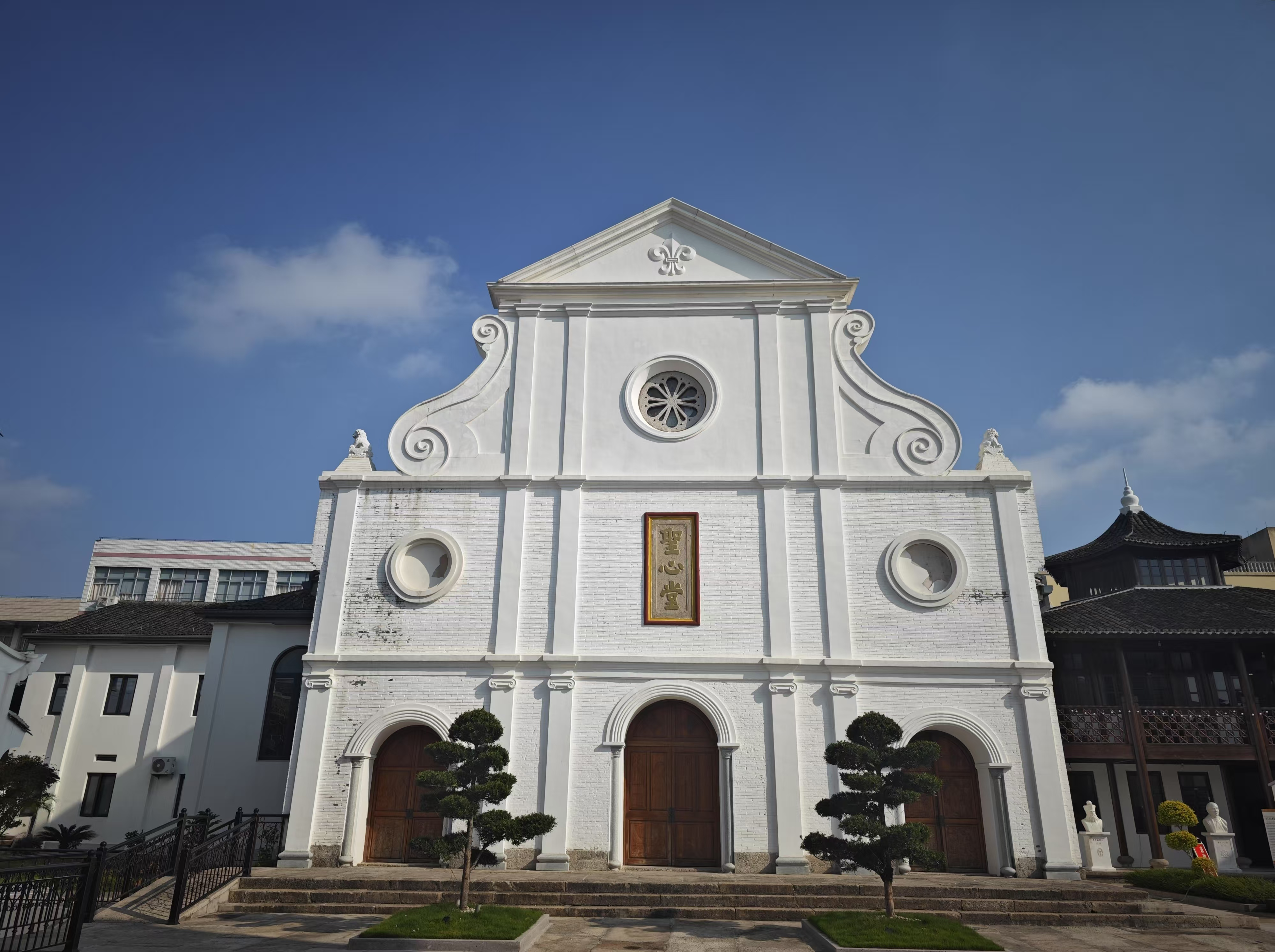
天主教台州教区主教府

天主教台州教区主教府是一座罗马巴洛克风格的教堂，始建于清末，立面为白色。的位于中國浙江省台州市椒江区西门路椒江实验小学东侧约50米，靠近江城南路、中山东路、光明路和青年路。